# Frankovsko cesarstvo
Frankovsko cesarstvo ali Frankovsko kraljestvo (latinsko Regnum Francorum) je bila država, ki so jo v zgodnjem srednjem veku ustanovili Franki na ozemlju antične Galije in rimskih provinc (Retija in Gornja Germanija) v sedanji Franciji, Švici, Beneluksu in zahodni Nemčiji. 
Prvi kralj, ki je združil vsa frankovska plemena, prenesel oblast s plemenskih poglavarjev na enega samega vladarja in zagotovil, da je postal kraljevski položaj deden, je bil Klodvik I. iz Merovinške dinastije, kronan leta 496. Še isto leto je kot prvi frankovski vladar, verjetno na zahtevo svoje žene Klotilde, prestopil v katoliško vero, s čimer je pridobil naklonjenost katoliških Vizigotov in rimskega papeža. Do svoje smrti leta 511 je osvojil večino nekdanje rimske Galije.
Njegovi nasledniki Pipin Herstalski, Karel Martel, Pipin Mali, Karel Veliki in njegov sin Ludvik Pobožni so med skoraj neprekinjenimi vojnimi pohodi do sredine 9. stoletja kraljestvo zelo povečali. Največjo moč je doseglo med vladavino Karla Velikega iz Karolinške rodbine, katerega je papež Leon III. na božič leta 800 v Rimu okronal za cesarja, prvega po Romulu Avgustulu. Ob njegovi smrti leta 814 je renovatio Romani imperii, 'obnovljeno Rimsko cesarstvo' s prestolnico v Aachnu obsegal današnjo Francijo, Beneluks, Nemčijo, Češko, Moravsko, večino Apeninskega polotoka, Korziko, Pireneje, Avstrijo, Slovenijo in Madžarsko.
Frankovsko dedno pravo, okoli leta 500 zapisano v Salijskem zakoniku, je določalo, da so si očetovo zapuščino razdelili njegovi živi sinovi. To je pomenilo, da je bilo Frankovsko kraljestvo ena politična enota, razdeljena na več regna – kraljestev ali podkraljestev. Najpomembnejša so bila Avstrazija, Nevstrija, Burgundija in Akvitanija. Zemljepisne meje in število kraljestev so se s časom spreminjali. 
Karlov naslednik Ludvik Pobožni je skladno s Salijskim zakonikom leta 817 objavil zakon o delitvi države Ordinatio Imperii. Leta 840 je umrl, 843 pa so si cesarstvo po Verdunski pogodbi razdelili sinovi:
- Karel Plešasti, ki je dobil zahodni del,
- Lotar I., ki svoje zamisli o enotni državi ni mogel uveljaviti, je dobil srednji del,
- Ludvik Nemški pa vzhodni del cesarstva.

Četrti sin, Pipin I., je še pred delitvijo cesarstva leta 838 umrl.
Verdunska pogodba je dala temelj za kasnejši evropski razvoj. Iz zahodnega dela Frankovskega cesarstva je nastala Francija, iz vzhodnega pa Nemčija.

## Zgodovina

### Nastanek
Franki so se pojavili v 3. stoletju kot plemenska zveza manjših plemen, vključno s  Sikambri, Brukteri, Ampsivari, Hamavi in Hatuari, naseljenih severno in vzhodno od Rena. Nekatera plemena, na primer Sikambri in Salijci, so že prebivala na ozemlju Rimskega cesarstva in prispevala svoje vojake v rimsko vojsko na severni meji cesarstva. Leta 357 je salijski kralj na ozemlju, ki ga je dobil od cesarja Julijana Odpadnika, ustanovil prvo stalno oporišče. 
Nekateri zgodnji frankovski vladarji, med njimi Flavij Bauton in Arbogast, so bili zvesti rimski zavezniki, drugi, na primer Malobavd, pa so bili na rimskem ozemlju dejavni zaradi drugih vzrokov. Po Arbogastovem padcu je njegov sin Arigij uspel v Trierju ustanoviti nasledstveno grofijo. Po padcu uzurpatorja Konstantina III. je nekaj Frankov leta 411 podprlo uzurpatorja Jovina. Po njegovi smrti leta 413 so Rimljani vedno teže obvladovali Franke v njihovih mejah. Frankovskega kralja Teodemerja so okoli leta 422 usmrtili z njegovim mečem. Okoli leta 428 je salijski kralj Klodion, katerega kraljestvo je obsegalo Toksandrijo in civitatus Tungrorum (Tongeren), vdrl na rimsko ozemlje in svoje kraljestvo razširil do  Camaracuma (Cambrai) in Some. Četudi Sidonij Apolinarij trdi, da je Flavij Ecij okoli leta 431 potolkel Franke in jih začasno potisnil nazaj, je to obdobje označilo začetek dogajanj v naslednjih nekaj stoletjih: germanski Franki so zavladali vedno večjemu številu galsko-rimskih podložnikov. 
Klodionovo kraljestvo je za zmeraj spremenilo meje in pomen besede Francija (Frankija). Francija ni bila več barbaricum trans Rhenum – barbarska dežela onkraj Rena, ampak pomembna politična sila na obeh bregovih Rena, globoko vključena v rimsko politiko. Klodionovi nasledniki Merovingi so Francijo razširili še bolj proti jugu. Frankovske severovzhodne meje so se zaradi pritiska Sasov premaknile proti jugozahodu, zato se je proti jugozahodu, približno med Somo in Münster, preselila tudi večina prvotnega frankovskega prebivalstva. Jedro Frankovskega kraljestva je kasneje postalo znano kot Avstrazija.

### Vzpon in propad Merovingov (481–687)
Klodionovi nasledniki so nejasne osebe. Zanesljivo je samo to, da je bil Hilderik I. morda Klodionov vnuk, ki je kot rimski federat vladal Salijskemu kraljestvu iz Tournaia. Hilderik je za zgodovino pomemben predvsem zato, ker je oblast zapustil svojemu sinu Klodviku I., ki je začel širiti svojo oblast na druga frankovska plemena in širiti ozemlje proti jugu in zahodu v Galijo. Klodvik se je spreobrnil v krščanstvo in vzpostavil dobre odnose s cerkvijo in svojimi galsko-rimskimi podložniki.
Klodvik I. je v svoji tridesetletni vladavini (481–511) porazil rimskega generala Siagrija in osvojil rimsko eksklavo Soissons in porazil in podjarmil Alemane (Tolbiac, 504). V bitki pri Vouilléu je leta 507 porazil Vizigote in osvojil celo njihovo kraljestvo s prestolnico v Toulouseu, razen Septimanije. Po pisanju Gregorja Tourskega je premagal tudi Bretonce in jih spremenil v frankovske vazale. Premagal je skoraj vsa frankovska plemena ob Renu, številna rimska vojaška naselja (laeti), raztresena po Galiji, saški Bessin ter Bretonce in Alane v Armoriki in dolini Loare in jih vključil v svoje kraljestvo. 
V kraljestvo je vključil tudi saški Bessin ter Bretonce in Alane v Armoriki in dolini Loare. Do svoje smrti je zavladal celi Galiji, razen gotske province Septimanije in Burgundskega kraljestva na jugovzhodu. 
Merovingi so bili nasledstvena monarhija. Frankovski kralji so se trdno držali prakse deljivega nasledstva, se pravi delitve kraljestva med svoje žive sinove. Kraljestvo je tudi v obdobjih, ko je v njem vladalo več merovinških kraljev, delovalo kot eno samo kraljestvo, v katerem kolektivno vlada več kraljev. Zaradi spleta dogodkov se je večkrat v zgodovini ponovno združilo v celoto, v kateri je vladal en sam kralj. 
Merovinški kralji so vladali po božji volji. Njihov položaj so simbolizirali dolgi lasje. Kralja so po izvolitvi skladno s starimi germanskimi običaji postavili na ščit in ga dvignili v zrak.

#### Klodvikovi sinovi
Po Klodvikovi smrti se je njegovo kraljestvo razdelilo med njegove štiri odrasle sinove po načelu primerljivih dohodkov.
Sinovi so za svoje prestolnice izbrali mesta v bližini jedra frankovske države v severozahodni Galiji. Teoderik I. je izbral Reims, Klodomer Orléans, Hildebert I. Pariz in Klotar I. Soissons. Med njihovim vladanjem so bili v Frankovsko kraljestvo vključeni Turingija (532), Burgundija (534) ter Sasi in Frizijci (okoli leta 560). Oddaljena plemena na drugi obali Rena so ohlapno priznavala frankovsko oblast in so morala v frankovsko vojsko prispevati svoje vojake. V obdobjih šibkih kraljev so bila brez nadzora in so se pogosto poskušala osamosvojiti. Romanizirano Burgundsko kraljestvo, ki je ohranilo svojo ozemeljsko celovitost, je bilo priključeno h Klodomerjevemu kraljestvu s prestolnico v Orléansu. 
Kraljestva Klodvikovih sinov so samo občasno kazala znake prijateljstva in so se med seboj pogosto vojskovala. Po Klodomerjevi prezgodnji smrti leta 524 je Klotar umoril njegove sinove, da bi se polastil dela njegovega kraljestva, ki se je v skladu z običaji razdelilo med tri še žive brate. Teoderik I. je umrl leta 534, ko je bil njegov sin Teodebert I. že odrasel in sposoben braniti svojo dediščino. Njegovo kraljestvo je bilo največje frankovsko podkraljestvo in jedro kasnejše Avstrazije.
Teodebert je bil prvi frankovski kralj, ki je uradno prekinil vezi z Bizantinskim cesarstvom. Začel je kovati denar s svojo podobo in se zaradi domnevne suverenosti na ljudstvi vse do Panonske nižine začel naslavljati z magnus rex (veliki kralj). Na strani Gepidov in Langobardov se je vključil v vojno proti Ostrogotom. V tej vojni je osvojil rimske province Retijo, Norik in del Venetije.

#### Klotar I.
Teodebertov sin in naslednik Teodebald osvojenih provinc ni bil sposoben obdržati. Po njegovi smrti je njegovo obsežno kraljestvo prešlo na Klotarja I., ki je po Hildebertovi smrti leta 558 vsa frankovska podkraljestva združil pod svojo oblastjo. 
Po Klotarjevi smrti leta 561 se je njegovo kraljestvo razdelilo med njegove štiri sinove na enak način kot pred petdesetimi leti. Glavna mesta kraljestev so ostala ista. Najstarejši sin Haribert I.  je nasledil kraljestvo s prestolnico Pariz in vladal celi zahodni Galiji. Drugi najstarejši sin, Guntram, je nasledil staro Burgundsko kraljestvo, h kateremu sta bila priključena osrednja Francija okoli stare prestolnice Orléans in večina Provanse. Prestolnica njegovega kraljestva je bil Orléans. Ostanek Provanse, Auvergne in vzhodno Akvitanijo je dobil tretji sin Sigibert I., ki je nasledil tudi Avstrazijo z velikima mestoma Reims in Metz. Najmanjše kraljestvo s prestolnico Soissons je dobil najmlajši sin Hilperik I. Njegovo kraljestvo je po njegovi smrti leta 584 postalo jedro kasnejše Nevstrije. 
Drugo četrtino kraljestva so kmalu uničile bratomorne vojne, ki so se razplamtele po umoru Hilperikove žene Galsvinte, za katerega so krivili Hilperikovo ljubico in kasneje njegovo drugo ženo Fredegundo. Galsvintina sestra in Sigibertova žena Brunhilda ja naščuvala svojega moža, da je proti njemu sprožil vojno, ki je trajala do naslednjega stoletja. Guntram je poskušal ostati nevtralen, a je kljub temu dvakrat poskušal osvojiti gotsko Septimanijo, vendar je bil obakrat poražen (585 in 589).
V vojnah so imeli koristi vsi bratje, vendar je samo Hilperiku uspelo razširiti kraljestvo ponovnim podjarmljenjem Bretoncev. Po njegovi smrti je nadoblast nad njimi uspelo obdržati tudi Guntramu. Leta 587 je bil med Brunhildo in Guntramom sklenjen Andelotski sporazum, v kateri se je za celotno Frankovsko kraljestvo izrecno uporablja naziv Francija. Brunhilda je s sporazumom zavarovala svojega mladoletnega sina Hildeberta II., ki je nasledil leta 575 umorjenega Sigiberta. Skupno Guntramovo in Hildebertovo ozemlje je bilo več kot trikrat večje od kraljestva Hilperikovega naslednika Klotarja II.. V tem obdobju se je Francija začela deliti na Nevstrijo, Avstrazijo in Burgundijo. Delitev se je obdržala ves preostali del frankovske zgodovine.

#### Delitev Francije na Avstrazijo, Nevstrijo in Burgundijo
Ko je Guntram leta 592 umrl, je cela Burgundija pripadla Hildebertu, ki je že leta 595 umrl. Njegovo kraljestvo sta si razdelila sinova: Teodebert II. je dobil Avstrazijo in Hildebertov del Akvitanije, Teoderik II. pa Avstrazijo in Guntramovo Akvitanijo. Brata sta s skupnimi močmi poskušala zriniti z oblasti očetovega bratranca Klotarja II.. Osvojila sta večino njegovega kraljestva, tako da mu je ostalo samo nekaj mest, Kotarja pa jima ni uspelo ujeti. 
Leta 599 sta v Dormelleu uničila njegovo vojsko in osvojila Dentelin, potem pa sta se sprla in se do konca njunega kraljevanja med seboj vojskovala, pogosto na spodbudo njune stare matere Brunhilde, jezne, ker jo je Teodebert izgnal s svojega dvora. Brunhilda je prepričala Teoderika, naj Teodeberta odstavi in ubije. Leta 612 mu je to uspelo in očetovo kraljestvo je bilo ponovno združeno pod enim vladarjem. Njegova vladavina ni trajala dolgo, ker je med pripravami na pohod proti Klotarju leta 613 umrl. Nasledil ga je mladoletni sin Sigibert II. pod regentstvom stare matere Brunhilde.
Teodebert in Teoderik sta med svojim kraljevanjem napadla Gaskonjo, podjarmila Baske in leta 602 ustanovila grofijo Vaskonjo. Osvojila sta tudi pokrajini Biskaja in Gipuzkoa južno od Pirenejev, kateri so jima že leta 612 odvzeli Vizigoti. 
Na nasprotni strani kraljestva so se uprli Alemani in porazili Teoderika in Franki so izgubili oblast nad plemeni na drugi strani Rena. Leta 610 je Teodebert odvzel Teoderiku vojvodino Alzacijo, s čimer se je začelo dolgo obdobje konfliktov med Burgundijo in Avstrazijo za oblast v Alzaciji, ki se je končalo šele v poznem 7. stoletju. 
Med kratkotrajno vladavino mladoletnega Sigiberta II. so prišli v notranji politiki v ospredje dvorni majordomi, ki so bili že pred tem dokaj vplivni, in frakcija plemstva, zbrana okrog majordoma Varnaharja, Rada in Pipina Landenskega. Skupina je nameravala kraljestvo prepustiti Klotarju, da bi z oblasti izrinila regentko Klotildo. Po uspešnem Klotarjevem državnem udaru in umoru Brunhilde in desetletnega Sigiberta sta položaja majordoma dobila tudi Rado in Pipin Landenski.

#### Klotar II.
Klotar II. je takoj po zmagi leta 614 objavil Pariški edikt, na katerega se je na splošno gledalo kot na popuščanje plemstvu, sodobne raziskave pa so do njega bolj objektivne. Z ediktom je poskušal predvsem zagotoviti pravičnost in končati podkupljivost v državni upravi, bolj trdno začrtati meje med tremi frankovskimi kraljestvi in podeliti plemstvu nadzor nad imenovanjem sodnikov. 
Leta 623 so Avstrazijci zahtevali svojega kralja, predvsem zato, ker je bil Klotar zelo pogosto odsoten iz kraljestva. Klotar je za kralja imenoval svojega sina Dagoberta I., katerega so na tradicionalen način z dvigom v zrak na ščitu odobrili avstrazijski bojevniki. Dagobert je resnično izvajal oblast v Avstraziji, vrhovno oblast v celem kraljestvu pa je seveda obdržal Klotar. 
Med skupno vladavino Klotarja in Dagoberta, katerega so kasneje poimenovali »zadnji vladajoči Meroving«, so se Sasi, ki so bili od poznih 550. let ohlapno priključeni k Frankovskemu kraljestvu, pod vodstvom vojvode Bertoalda uprli. Oče in sin sta s skupno akcijo premagala upornike in Saško ponovno priključila k svojemu kraljestvu. Ko je Klotar leta 628 umrl, je Dagobert skladno z očetovo željo predal svojemu mlajšemu bratu Haribertu II. novoustanovljeno podkraljestvo Akvitanijo.

#### Dagobert I.
Dagobert je poskušal Sase, Alemane, Turinge in celo slovanska ljudstva zunaj meja Frankovskega kraljestva s sklepanjem dogovorov podrediti Nevstrijskemu in ne Avstrazijskemu kraljestvu. Slovani so se mu uprli in pod kraljem Samom leta 631 v bitki pri Wogastisburgu premagali Franke. Dagobertova politika je spodbudila Avstrazijce k zahtevi po lastnem kralju. 
Podkraljestvo Akvitanija je obsegalo južno polovico stare rimske province Akvitanije s prestolnico Toulouse in vojvodino Gaskonjo. Druga večja akvitanska mesta so bila Cahors, Agen, Périgueux, Bordeaux in Saintes. Haribert je uspešno obvladoval Baske, po njegovi smrti pa so se leta 632 ponovno uprli. Istočasno so se proti frankovski nadoblasti uprli tudi Bretonci. Bretonski voditelj Judikael se je po Dagobertovi grožnji z vojsko leta 635 uklonil, sklenil mir s Franki in pristal na plačevanje davkov. Isto leto je Dagobert z vojsko zatrl tudi upor Baskov. 
Dagobert je medtem umoril Haribertovega mladoletnega naslednika Hilperika  in leta 632 ponovno združil Frankovsko kraljestvo, vendar ga je močna avstrazijska aristokracija leta 633 prisilila, da je za njihovega podkralja imenoval svojega sina Sigiberta III.. Njegovo imenovanje je v času, ko je imel večino oblasti v kraljestvu nevstrijski dvor, v veliki meri zadovoljilo željo Avstrazijcev po samostojnosti. 
Naziv Nevstrija se je kljub prevladi v pisnih dokumentih prvič pojavil šele v 640. letih in mnogo kasneje kot naziv Avstrazija, verjetno zato, ker so Nevstrijci svoje kraljestvo imenovali preprosto Francija. Približno takrat se je kot nasprotje Nevstriji definirala tudi Burgundija. Avstrazijci, ki so se od Gregorja Tourskega imeli za poseben narod, so se najbolj glasno borili za svojo neodvisnost. 
Med Sigibertovo mladoletnostjo je v njegovem imenu vladal majordom Grimoald I. Ker Sigibert ni imel svojih otrok, ga je Grimoald prepričal, naj posvoji njegovega sina Hildeberta in ga določi za svojega naslednika, kar je tudi storil. Sigibert je kasneje dobil sina Dagoberta II., katerega je Grimoald v strahu za Hildebertovo nasledstvo poslal v samostan na Irsko ali v škofijsko šolo v Poitiers. Po Sigibertovi smrti, verjetno leta 656, je njegov prestol zasedel Grimoaldov sin Hildebert.
Po smrti Dagoberta I. se je Frankom leta 639 uprl turingijski vojvoda Radulf in se poskušal dokopati do frankovskega prestola. Leta 640 je porazil Sigiberta in s tem povzročil velik preobrat v Merovinški dinastiji. Kralj je izgubil podporo številnih mogotcev, brez katerih se je ob hkrati šibkih državnih institucijah težko vojskoval z nasprotnikom. Brez Grimoaldove in Adalgizelove pomoči ni mogel zagotoviti niti svoje telesne straže, zato se pogosto omenja kot prvi  roi fainéant - brezdelni kralj, ne toliko zato, ker ni nič delal, kot zato, ker ni ničesar dosegel.
Klodvik II., Dagobertov naslednik v Nevstriji in Burgundiji, je bil skoraj celo vladavino mladoleten. V njegovem imenu sta vladala mati Nantilda in dvorni majordom Erhinoald. Erhinoaldov naslednik Ebroin je gospodoval v kraljestvu naslednjih petnajst let skoraj neprekinjene državljanske vojne. Leta 661 je ubil Grimoalda in odstavil Hildeberta in pod Klodvikovim naslednikom Klotarjem III. ponovno združil Frankovsko kraljestvo. Ker so Avstrazijci ponovno zahtevali svojega kralja, je Klotar na njegovo mesto imenoval svojega mlajšega brata Hilderika II. Franki so med Klotarjevo vladavino napadli severozahodno Italijo, vendar jih je langobardski kralj Grimoald I. Beneventski pri Rivoliju premagal in pregnal iz Italije.

### Dominacija dvornih majordomov (687–751)
Ko je Klotar III. leta 673 umrl, je nekaj nevstrijskih in burgundskih mogotcev pozvalo Hilderika II., naj postane kralj celega Frankovskega kraljestva. Nekaj nevstrijskih mogotcev se je temu uprlo in Hilderika so leta 675 umorili. 
Vladavina njegovega naslednika Teoderika III. je dokazala konec moči Merovinške dinastije. Kralj, ki je bil v vseh pogledih Nevstrijec, je s svojim majordomom Berharjem sprožil vojno z Avstrazijo, v kateri je po kratki vladavini Klodvika III. vladal Dagobert III., sin Sigiberta III.. Avstrazijski majordom Pipin Herstalski iz arnulfinške rodbine je leta 687 v bitki pri Tertryju porazil Berharja in Teoderik III. je bil prisiljen priznati Pipina kot izključnega majordoma in dux et princeps Francorum – vojvodo in kneza Frankov. Avtor Liber Historiae Francorum (Zgodovina Frankov) meni, da je podelitev naslova pomenila začetek vladavine Pipinidov. Po tem dogodku se merovinški monarhi v ohranjenih virih omenjajo samo še tu in tam.
V obdobju zmede v 670. in 680. letih so Franki večkrat neuspešno poskušali vsiliti nadvlado Frizijcem. Leta 689 je Pipin na novem pohodu proti Frizijcem osvojil zahodno Frizijo (Frisia Citerior) in pri pomembnem trgovskem središču Dorestad premagal frizijskega kralja Radboda. Ozemlje med rekama Šelda in Vlie je bilo priključeno k Frankovskemu kraljestvu.
Okoli leta 690 je Pipin napadel osrednjo Frizijo in osvojil Utrecht. Leta 695 je podprl ustanovitev škofije v Utrechtu in začel pod vodstvom utrehtskega škofa Vilibroda pokristjanjevati Frizijce. Vzhodna Frizija (Frisia Ulterior) je ostala neodvisna. 
Po velikih uspehih proti Frizijcem se je Pipin obrnil proti Alemanom. Leta 709 je začel vojno proti ortenauskemu vojvodi Vilehariju, verjetno zato, da bi alemanski vojvodski prestol zasedel eden od sinov njemu zvestega vojvode Gotfrid. Njegov poseg je leta 712 sprožil novo vojno, v kateri so Franki Alemanom ponovno vsilili svojo nadoblast.
V južni Galiji, ki ni bila pod vplivo Arnulfingov, so se začele pokrajine pod vodstvom škofa Savarika Auxerrskega, Antenorja Provansalskega in Oda Akvitanskega osvobajati. Vladavini Klodvika IV. in Hildeberta III. sta bili značilni vladavini rois fainéants – brezdelnih kraljev, četudi je Hildebert podpisal nekaj kraljevih razsodb proti interesom svojih dejanskih gospodarjev Arnulfingov.

#### Pipinova smrt
Ko je Pipin leta 714 umrl, je v Frankovskem kraljestvu izbruhnila državljanska vojna, v kateri so vojvode obmejnih provinc postali de facto neodvisni. Pipinov naslednik Teodoald in Pipinova vdova Plektruda sta nasprotovala poskusom kralja Dagoberta II., da bi za majordoma celega kraljestva imenoval Raganfrida, potem pa se je v tekmi za majordomski položaj pojavil še tretji kandidat, Pipinov odrasli nezakonski sin Karel Martel.
Ko sta novi kralj Hilperik II. in Raganfrid porazila Plektrudo in Teodoalda, je Karel za svojega kralja takoj postavil Klotarja IV. V bitki pri Soissonsu je dokončno porazil svoja rivala in ju prisilil na beg. Nazadnje je pristal na kraljevo vrnitev pod pogojem, da dobi očetov položaj majordoma (718). Od tu dalje ni bilo več nobenega aktivnega merovinškega kralja. V Frankovskem kraljestvu so zavladali Karel Martel in Karolingi. 
Karel Martel je po letu 718  začel niz vojn, s katerimi naj bi utrdil frankovsko nadoblast v zahodni Evropi. Leta 718 je podjarmil uporne Sase, leta 719 je opustošil Zahodno Frizijo, leta 723 ponovno premagal Sase in leta 724 Ragenfrida in uporniške Nevstrijce, s čimer je končal državljansko vojno. Po smrti Hilperika II. leta 720 je za kralja imenoval Teoderika IV., ki je bil, bolj kot ne, njegova marioneta. Po smrti bavarskega vojvode Teodberta in njegovega brata Grimoalda je Bavarce leta 725 prisilil, da so za vojvodo imenovali Teodbertovega sina Hugberta, in Alemane, da so leta 725 in 726 sodelovali na njegovih pohodih na Bavarsko. Leta 730 so bili Alemani s silo podjarmljeni, njihov vojvoda Lantfrid pa je bil ubit. Leta 734 je Karel Martel napadel in dokončno porazil Vzhodno Frizijo.

#### Invazija Arabcev
V 730. letih so arabski osvajalci Iberskega polotoka in Septimanije začeli napredovati proti severu v osrednjo Galijo in dolino Loare. Okoli leta 736 je vojvoda Provanse Mavront poklical Arabce na pomoč pred širjenjem oblasti Karolingov. Karel Martel je z bratom Hildebrandom in s pomočjo Langobardov  kljub temu napadel dolino Rone in jo opustošil. Karel Martel zaradi zavezništva z Langobardi ni mogel proti njim podpreti papeža Gregorja III.
Leta 732 ali 737, sodobni zgodovinarji o tem niso soglasni, je Karel ponovno napadel Arabce in jih v bitki med Poitiersom in Toursu porazil, s čimer je ustavil napredovanje Arabcev severno od Pirenejev. Karlovi interesi so bili bolj kot proti jugu usmerjeni proti severu, predvsem proti Sasom, od katerih je zahteval plačevanje davkov, ki so jih pred tem več stoletij plačevali Merovingom.
Karel je malo pred smrtjo oktobra 741 Frankovsko cesarstvo razdelil med svoja sinova iz prvega zakona in najmlajšega sina Grifona, kateremu je namenil neznaten in neznan del kraljestva. V Frankovskem kraljestvu, v katerem od Teoderikove smrti leta 737 ni bilo nobenega kralja, sta vladala dvorna majordoma – Karlova sinova Pipin Mali in Karlman. Karolingi so de facto od Merovingov prevzeli kraljevsko oblast, četudi brez kraljevega naslova. Z delitvijo kraljestva je Karlman dobil Avstrazijo, Alemanijo in Turingijo, Pipin pa Nevstrijo, Provanso in Burgundijo. Vojvodini Akvitanija in Bavarska sta bili očitno samostojni, ker nista bili vključeni v delitev Frankovskega kraljestva.
Po Karlovem pokopu ob merovinških kraljih v opatiji Saint-Denis je takoj izbruhnil spor med Pipinom in Karlmanom na eni strani in najmlajšim bratom Grifonom na drugi. Karlman je Grifona ujel in aretiral, Pipin pa ga je zaradi sovražnosti do Karlmana med njegovim romanjem v Rim izpustil. Karlman je leta 743, morda zato, da bi nevtraliziral bratove ambicije, iz samostana odpoklical Hilderika III. in ga imenoval za novega kralja. Nekateri zgodovinarji domnevajo, da je se položaj obeh bratov morda zelo poslabšal ali bil celo ogrožen, ali pa je morda Karlman deloval za Merovingom lojalno stranko.
Leta 743 je Pipin napadel vojvodo Odila Bavarskega in ga prisilil v priznanje frankovske suverenosti. Karlman je napadel tudi Sase in skupaj z Odilom zatrl upora Baskov pod Hunoaldovim vodstvom in Alemanov, v katerem je bil verjetno ubit Liutfrid Alzaški. Za Liutfrida ni znano, na kateri strani se je vojskoval. Leta 746 je frankovska vojska mirovala, ker se je Karlman pripravljal na umik iz politike in odhod v samostan Mount Soracte. Pipinov položaj se je še bolj utrdil in mu utrl pot za prevzem krone leta 751.

### Karolinško cesarstvo (751–840)
Pipin Mali je vladal kot izvoljen kralj. Čeprav so bile tovrstne volitve redke, je splošno načelo v germanski zakonodaji zahtevalo, da mora kralj imeti podporo svojih vodilnih mož. Ti možje so si rezervirali pravico do izbire kralja, vrednega vodje iz vladajočega klana, če so začutili, da jih stari vodja (kralj) ne more povesti v donosne bitke. V Frankovskem cesarstvu je kraljevi položaj postal deden, v kasnejšem Svetem rimskem cesarstvu pa so se volitve cesarjev ohranile do uradnega konca cesarstva leta 1806.
Pipin je leta 754 utrdil svoj položaj z zavezništvom s papežem Štefanom II., ki je kralju v Parizu podaril ponarejeno Konstantinovo darovnico (Constitutum Donatio Constantini) in na veličastni slovesnosti v baziliki Saint-Denis mazilil kralja in njegovo družino in ga razglasil za zaščitnika Rimljanov (patricius Romanorum). Pipin je naslednje leto izpolnil svojo obljubo in Ravenski eksarhat, ki so ga zasedli Langobardi, vrnil papeštvu.
Papežu je podaril tudi ponovno osvojene pokrajine okoli Rima in s Pipinovo darovnico postavil temelje Papeške države. Papeštvo je imelo dobre razloge za pričakovanje, da bo prenovljena frankovska monarhija zagotovila močno osnovo (potestas) za oblikovanje novega reda, osredotočenega na papeža.
Po Pipinovi smrti leta 768 sta si Frankovsko cesarstvo razdelila njegova sinova Karel Veliki in Karlman. Karlman se je kasneje umaknil v samostan in kmalu zatem umrl. Oblast je zapustil svojemu bratu, ki je kasneje postal znan kot Karel Veliki. Karel je bil močna in inteligentna osebnost, ki je postal legenda za kasnejšo zgodovino Francije in Nemčije. Karel je ponovno vzpostavil ravnotežje med cesarjem in papežem.
Karel je do leta 772 dokončno porazil Sase in njihovo kraljestvo vključil v svoje. Na pohodih proti njim se je razširila praksa ne-rimskih krščanskih vladarjev, da so z oboroženo silo pokristjanjevali svoje poganske sosede. Frankovski katoliški misijonarji so s pomočjo misijonarjev z Irske in anglosaške Anglije začeli od sredine 8. stoletja širiti krščanstvo na saških ozemljih, kar je še povečalo konflikte s Sasi, ki so se upirali misijonarjem in vzporednim vojaškim pohodom.
Karlov največji saški nasprotnik je bil Vidukind, ki je leta 785 sprejel krst kot del mirovnega sporazuma, drugi saški voditelji pa so se še naprej upirali. Po zmagi v Verdenu je Karel ukazal pokol več tisoč poganskih saških vojnih ujetnikov. Po še več uporih so bili Sasi leta 804 dokončno podjarmljeni. Po zmagi nad njimi se je Frankovsko cesarstvo razširilo na vzhod do reke Labe. Podoben prodor je Rimsko cesarstvo poskusilo opraviti samo enkrat, po katastrofalnem porazu v bitki v Tevtoburškem gozdu leta in izgubi treh legij pa tega ni več poskušalo. Za bolj učinkovito širjenje krščanstva med Sasi je Karel ustanovil več škofij, med njimi Bremen, Münster, Paderborn in Osnabrück.
Leta 773 in 774 je premagal tudi Langobarde in severno Italijo vključil v svojo vplivno sfero. Obnovil je donacije Vatikanu in papeštvu obljubil nadaljnjo frankovsko zaščito.
Leta 788 se mu je uprl bavarski vojvoda Tasilo III.. Karel je upor zatrl in Bavarsko vključil v svoje kraljestvo. S priključitvijo ni samo znatno povečal svojih dohodkov, ampak tudi drastično zmanjšal moč in vpliv svojim potencialnih rivalov Agilolfingov. Do leta 796 je svoje kraljestvo razširil tudi daleč proti jugovzhodu v sedanjo Avstrijo, Slovenijo in dele Hrvaške.
Njegovo kraljestvo se je raztezalo od Pirenejev na jugozahodu, po letu 795 je vključevalo tudi dele severnega Iberskega polotoka (Marca Hispanica), čez celo Francijo, razen Bretanije, ki je Franki nikoli niso osvojili, do skoraj cele sedanje Nemčije na vzhodu, severno Italijo, Avstrijo in Slovenijo. V cerkveni hierarhiji so škofi in opati iskali zaščito kraljevega dvora, ki je zagotavljal pokroviteljstvo in varnost. Karel Veliki je postal vodja zahodnega krščanstva. Njegovo pokroviteljstvo nad samostanskimi središči širjenja pismenstva je sprožilo tako imenovano karolinško renesanso v književnosti. V Aachnu je zgradil mogočno palačo, več cest in vodni kanal.
Na božični dan leta  800 ga je papež Leon III. v Rimu krstil za cesarja Rimljanov. Obred naj bi bil pripravljen brez Karlovega védenja in predhodnega soglasja. Krst je bil ena v nizu papeževih simbolnih potez, ki so določale vzajemni vlogi papeške avtoritete (auctoritas) in cesarske moči (potestas). Četudi je Karel Veliki zato, da bi se izognil ogorčenju Bizantincev, uporabljal naslov »cesar, kralj Frankov in Langobardov«, je njegovo imenovanje za cesarja pomenilo, da je Frankovsko cesarstvo naslednik (Zahodnega) Rimskega cesarstva, čeprav je samo ponarejena Konstantinova darovnica dajala papežu politično avtoriteto, da je to storil. Karlovo imenovanje je sprožilo vrsto sporov z Bizantinci. Po začetnih protestih zaradi uzurpacije naslova, je bizantinski cesar Mihael I. Rangab priznal Karla za socesarja. Kronanje je dalo permanentno legitimnost karolinškemu primatu med Franki. Povezavo je ponovno oživila Otonska rodbina leta 962.
Karla so po smrti 28. januarja 814 pokopali v njegovi dvorni kapeli v Aachnu.

### Razdeljeno cesarstvo (po letu 840)
Karel Veliki je imel več sinov, od katerih ga je preživel samo eden, Ludvik Pobožni, ki ga je nasledil na prestolu združenega cesarstva. Po njegovi smrti leta 840 so Karolingi v skladu z germanskim načelom deljivega nasledstva po kratki državljanski vojni med njegovimi tremi sinovi leta 843 sklenili tako imenovana Verdunska pogodba, s katerim so cesarstvo razdelili na tri dele:
- Ludvikov najstarejši sin, Lotar I., je postal uradno cesar, de facto pa je bil samo vladar Srednjefrankovskega kraljestva oziroma kralj Osrednjih ali Srednjih Frankov. Njegovi trije sinovi so kraljestvo razdelili na Lotaringijo s središčem v Loreni, Burgundijo in Lombardijo (severna Italija). Ta ozemlja so imela različne kulture, prebivalce in običaje in so se nazadnje pretvorila v samostojna kraljestva, iz katerih so nastale Belgija, Nizozemska, Luksemburg, Lorena, Švica, Lombardija in razni departmaji v porečju Rone in pogorju Jurskih Alp.

- Ludvikov drugi sin, Ludvik Nemški, je postal kralj Vzhodnofrankovskega kraljestva ali Vzhodne Francije. Njegovo ozemlje je tvorilo jedro kasnejšega Svetega rimskega cesarstva, iz katerega so se razvile sodobna Avstrija, Švica in Nemčija.

- Tretji sin, Karel Plešasti, je postal kralj Zahodnofrankovskega kraljestva oziroma Zahodnih Frankov. Njegovo ozemlje je obsegalo večino sodobne Francije in postalo jedro kasnejše Francije pod Kapetingi.

Kasneje so z Mersenskim sporazumom leta 870 kraljestva preoblikovali na škodo Lotaringije. 12. decembra 884 je Karel III. Debeli, sin Ludvika Nemškega, ponovno združil večino Karolinškega cesarstva, vključno z Burgundijo. Konec leta 887 se je njegov nečak Arnulf Koroški uprl in privzel naslov kralj Vzhodnih Frankov. Karel se je umaknil iz političnega življenja in kmalu zatem 13. januarja 888 umrl.
Za vladarja na zahodu je bil izbran pariški grof Odo in bil že naslednji mesec kronan za kralja. Zahodna Francija je takrat obsegala Nevstrijo na zahodu in pokrajine med Meuso in Seno na vzhodu. Deset let kasneje so na oblast v Zahodni Franciji ponovno prišli Karolingi in vladali do leta 987, ko je frankovski kralj Ludvik V. umrl. 
Zahodna Francija, v kateri je vladal Karel Plešasti, je bila predhodnica sodobne Francije. Razdeljena je bila na naslednje velike fevde: Akvitanijo, Bretanijo, Burgundijo, Katalonijo, Flandrijo, Gaskonjo, Septimanijo, Île-de-France in Toulouse. Po letu 987 so na oblast prišli Kapetingi, ki so bili prvotno vojvode Île-de-France. Po njih je kraljestvo postalo znano kot Francija.
Srednja Francija, v kateri je vladal Lotar I., je bila vkleščena med Vzhodno in Zahodno Francijo. Vanjo so bili vključeni langobardsko Italijansko kraljestvo, Burgundija, Provansa in zahodni del Avstrazije. Tvorba, ki je nastala z Verdunskim sporazumom, je bila nenaravna in ni imela niti zgodovinske niti etnične identitete. Po smrti kralja Lotarja II. leta 869 je razpadla na Lotaringijo, Provanso z delom Burgundije, drugi del je pripadel Lotaringiji, in sever Italije. 
Vzhodna Francija, v kateri je vladal Ludvik Nemški, je bila razdeljena na štiri vojvodine: Švabsko (Alemanija), Frankovsko, Saško in Bavarsko, kateri je bil po smrti Lotarja II. priključen vzhodni del Lotaringije. Delitev se je obdržajala do leta 1268, ko se je rodbina Staufovcev izumrla. Kronanje Oton I. Veliki 2. februarja 962  je označilo začetek Svetega rimskega cesarstva (translatio imperii). Od 10. stoletja je bila Vzhodna Francija znana tudi kot regnum Teutonicum (Tevtonsko kraljestvo ali Nemško kraljestvo). Naslov je bil razširjen že v salijskih časih. Naslov sveti rimski cesar se je začel uporabljati s Konradom II..

## Življenje v Frankovskem cesarstvu

### Zakonodaja
Različna frankovska plemena, med njimi Salijci, Ripuarci in Hamavi, so imeli različno zakonodajo, ki so jo kodificirali večinoma pod Karlom Velikim. Leges Salica, Ribuaria in Chamavorum (Saljiski, Ripuarski in Hamavski zakonik) so bili karolinška stvaritev. Njihovih osnov in zgodnjih sodnih praks se ne da ugotoviti. V obdobju Karla Velikega sta bila zapisana tudi Saški in Frizijski zakonik. 
Pod frankovsko nadoblastjo so začele svoje plemenske zakone kodificirati tudi germanske skupnosti vzhodno od Rena, med njimi Alemani (Lex Alamannorum) in Bavarci (Lex Bajuvariorum). Za galsko-rimske podložnike frankovskih kraljestev je v vsem frankovskem obdobju veljalo rimsko pravo, za duhovništvo pa kanonsko pravo. Po frankovski osvojitvi Septimanije in Katalonije se te regije, ki so bile pred tem pod gotsko oblastjo, še naprej uporabljale vizigotsko zakonodajo. 
V zgodnjem frankovskem obdobju so frankovske zakone ohranjali posebej zato usposobljeni rahimburgi. Merovingi so za oznanjanje in ohranjanje kraljevih odlokov začeli uporabljali kapitularje. Takšna praksa se je nadaljevala tudi pod Karolingi in celo kasneje. Uporabljala sta jih na primer spoletska cesarja Guy in Lambert v programu renovatio regni Francorum – obnove Frankovskega kraljestva. 
Zadnji merovinški kapitular je bil eden od najpomembnejših. Pariški edikt, ki ga je leta 614 v prisotnosti frankovskih mogotcev objavil Klotar II., je bil nekakšna Magna carta, ki je določila pravice plemstva, čeprav je bil njen osnovni namen izkoreniniti korupcijo v sodstvu in zaščititi kraljeve lokalne in regionalne interese. Kralji iz Merovinške dinastije so še naprej neodvisno izvajali nekaj zakonskih pooblastil. Hildebert III. je celo objavil nekaj odlokov proti močnim Arnulfingom in zato postal znan po svoji pravičnosti. Pod Karolingi je frankovska zakonodaja doživela svojo renesanso. 
Med zakonskimi reformami Karla Velikega se je zgodila že omenjena kodifikacija tradicionalnih zakonov. Karel je poskušal nadzirati tudi lokalno in regionalno sodstvo, zato je za vsako regijo imenoval po dva dvorna inšpektorja (misus dominici), ki sta imela časovno omejen mandat. Missi so bili zaradi morebitnega navzkrižja interesov delegirani iz drugih regij. Vpogled v njihove dolžnosti daje kapitular iz leta 802. Medje so spadale nadzor nad izvrševanjem zakonov, spoštovanjem kraljevih pravic, upravljanjem grofov in vojvod, katere je še vedno imenoval kralj, sprejemanje priseg zvestobe in nadziranje duhovništva.

### Cerkev
Frankovska cerkev je zrasla v merovinškem obdobju iz galskega krščanstva. V 6. in 7. stoletju so ji dali poseben pečat številni tako imenovani frankovski cerkveni zbori, s karolinško renesanso pa je dobila pomemben vpliv na srednjeveško Zahodno cerkev.
V 7. stoletju so Frankovsko kraljestvo (ponovno) pokristjanili s pomočjo irskih in škotskih misijonarjev. V tem obdobju so se ustanovili številni samostani, ki so v karolinškem obdobju postali jedro stare visokonemške pismenosti. V kraljestvu je bil po letu 590 dejaven sveti Kolumban, ki je do svoje smrti v Bobbiu leta 615 ustanovil številne samostane. Z Irske je prišel z dvanajstimi spremljevalci in ustanovil samostane Annegray, Luxeuil in Fontaines v Franciji in Bobbio v Italiji. V 7. stoletju so njegovi učenci in irski in škotski misijonarji ustanovili še več samostanov (Schottenklöster) v sedanji Franciji, Nemčiji, Belgiji in Švici. Irski vpliv v teh samostanih se je odrazil v privzetju otoškega sloga pisanja knjig, kakršna je na primer Gelasijev sakramentarij. Otoški vpliv na unicialo v poznem merovinškem obdobju je v 9. stoletju odprl pot razvoju karolinške minuskule.

### Družba
Najbolj dramatična sprememba v srednjeveški Galiji je bil propad trgovine in mestnega življenja. Četudi je mnogo mest obstajalo še v srednjem veku, so bila večinoma samo utrjene vasi ali trgi, pozidani okoli vladnih in cerkvenih zgradb. Mnogo teh mest je nastalo že v rimskih časih. Poljedelstvo je doživelo mnogo izboljšav, predvsem zaradi uvedbe težkega pluga in sistema kolobarjenja. 

### Denar
V merovinškem obdobju so se uporabljal bizantinski kovanci, dokler ni Teodebert I. že na začetku svoje vladavine začel kovati svoj denar. Od leta 534 do 679 so se kovali solidi  in triensi. Denarij ali denier se je začel kovati kasneje, okoli leta 673–675, v imenu Hilderika II. in drugih nekraljevskih mogotcev. Po letu 755 sta merovinški denarij v Galiji zamenjala karolinški denarij in frizijski penning (krajcar), ki sta bila v obtoku do 11. stoletja.
Denarij se je po letu 794 v imenu karolinških kraljev koval tudi v Italiji. V 10 stoletju so ga kovali tudi tako imenovani avtohtoni kralji in za njimi od Otona I. dalje (962) sveti rimski cesarji. Denarije so v imenu papežev in cesarjev nazadnje kovali v Rimu od papeža Leona III. in Karla Velikega do poznega 10. stoletja.

## Seznam sodobnih držav na ozemlju Frankovskega cesarstva
Na seznamu so sodobne države, ki so bile v celoti ali delno vključene v Frankovsko cesarstvo na njegovem višku, tik pred podpisom Verdunske pogodbe leta 843.
| Popolnoma vključene v cesarstvo: - Andora - Avstrija - Belgija - Francija - Guernsey - Jersey - Liechtenstein - Luxembourg - Monaco - Nizozemska - San Marino - Slovenija - Švica - Vatikan | Delno vključene v cesarstvo: - Bosna in Hercegovina - Hrvaška - Češka republika - Nemčija - Madžarska - Italija - Poljska - Srbija - Slovaška - Španija |

### Primarni viri
- Ammianus Marcellinus. Roman History. Prevod Roger Pearse. London: Bohn, 1862.
- Prokopij. History of the Wars. Prevod H. B. Dewing.
- Fredegar. The Fourth Book of the Chronicle of Fredegar with its Continuations. Prevod John Michael Wallace-Hadrill. Connecticut: Greenwood Press, 1960.
- Fredegar. Historia Epitomata. Woodruff, Jane Ellen. Ph.D. Dissertation, University of Nebraska–Lincoln, 1987.
- Gregor Tourski. Historia Francorum.
- Gregor Tourski. The History of the Franks. Prevod Ernest Brehaut. 1916.
- Gregor Tourski. The History of the Franks. Prevod O. M. Dalton. Oxford: Clarendon Press, 1967.
- Bachrach, Bernard S. (prevajalec). Liber Historiae Francorum. 1973.

### Sekundarni viri
- Bachrach, Bernard S.. Merovingian Military Organization, 481–751. Minneapolis: University of Minnesota Press, 1971. ISBN 0-8166-0621-8.
- Collins, Roger. Early Medieval Europe 300–1000. London: MacMillan, 1991.
- Fouracre, Paul. The Origins of the Nobility in Francia. Nobles and Nobility in Medieval Europe: Concepts, Origins, Transformations. Uredila Anne J. Duggan. Woodbridge: The Boydell Press, 2000. ISBN 0-85115-769-6.
- Geary, Patrick J. (1988). Before France and Germany: The Creation and Transformation of the Merovingian World. Oxford: Oxford University Press. COBISS 4676186. ISBN 0-19-504458-4.
- James, Edward. The Franks. (Peoples of Europe series) Basil Blackwell, 1988. ISBN 0-631-17936-4.
- Lewis, Archibald R.. The Dukes in the Regnum Francorum, A.D. 550–751. Speculum  51 (3, julij 1976): 381–410.
- McKitterick, Rosamond. The Frankish Kingdoms under the Carolingians, 751–987. London: Longman, 1983. ISBN 0-582-49005-7.
- Murray, Archibald C., Goffart, Walter A.. After Rome's Fall: Narrators and Sources of Early Medieval History. 1999.
- Nixon, C.E.V., Rodgers, Barbara. In Praise of Later Roman Emperors. Berkeley, 1994.
- Schutz, Herbert. The Germanic Realms in Pre-Carolingian Central Europe, 400–750. American University Studies, Series IX: History, Vol. 196. New York: Peter Lang, 2000.
- Wallace-Hadrill, J.M.. The Long-Haired Kings. London: Butler & tanner Ltd, 1962.
- Wallace-Hadrill, J.M.. The Barbarian West. London: Hutchinson, 1970.